# فرديناند فون ميلر
فرديناند فون ميلر (بالألمانية: Ferdinand von Miller)‏ هو مهندس وخبير بالمعادن ونحات وسياسي ألماني، ولد في 18 أكتوبر 1813 في فورستنفلدبروك في ألمانيا، وتوفي في 11 فبراير 1887 في ميونخ في ألمانيا. حزبياً، نشط في حزب الوسط. وقد انتخب عضو في غرفة مندوبي بافاريا ‏ وانتخب عضو مجلس النواب الألماني للإمبراطورية الألمانية (5 فبراير 1874 – 22 ديسمبر 1876).

## معرض صور

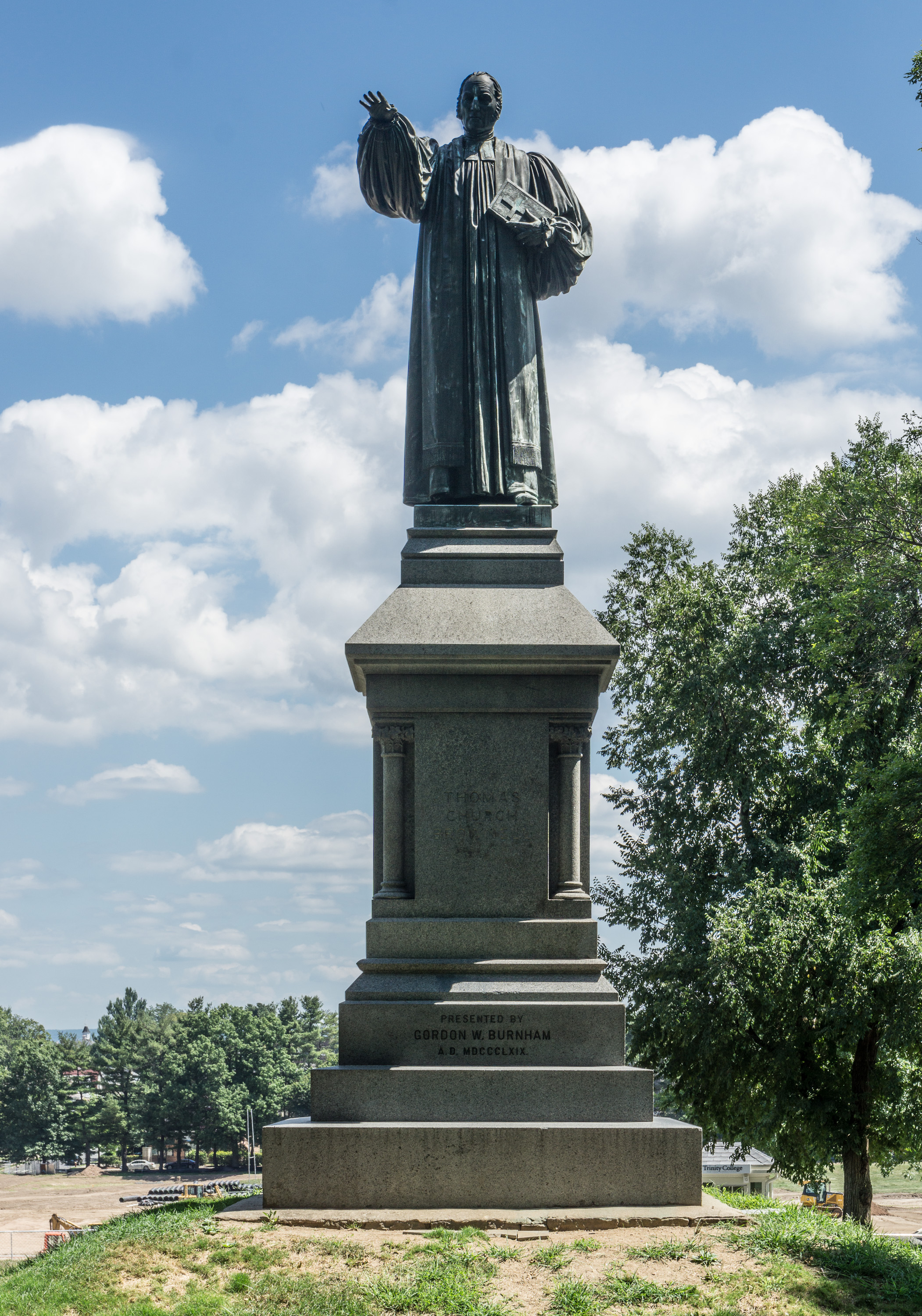
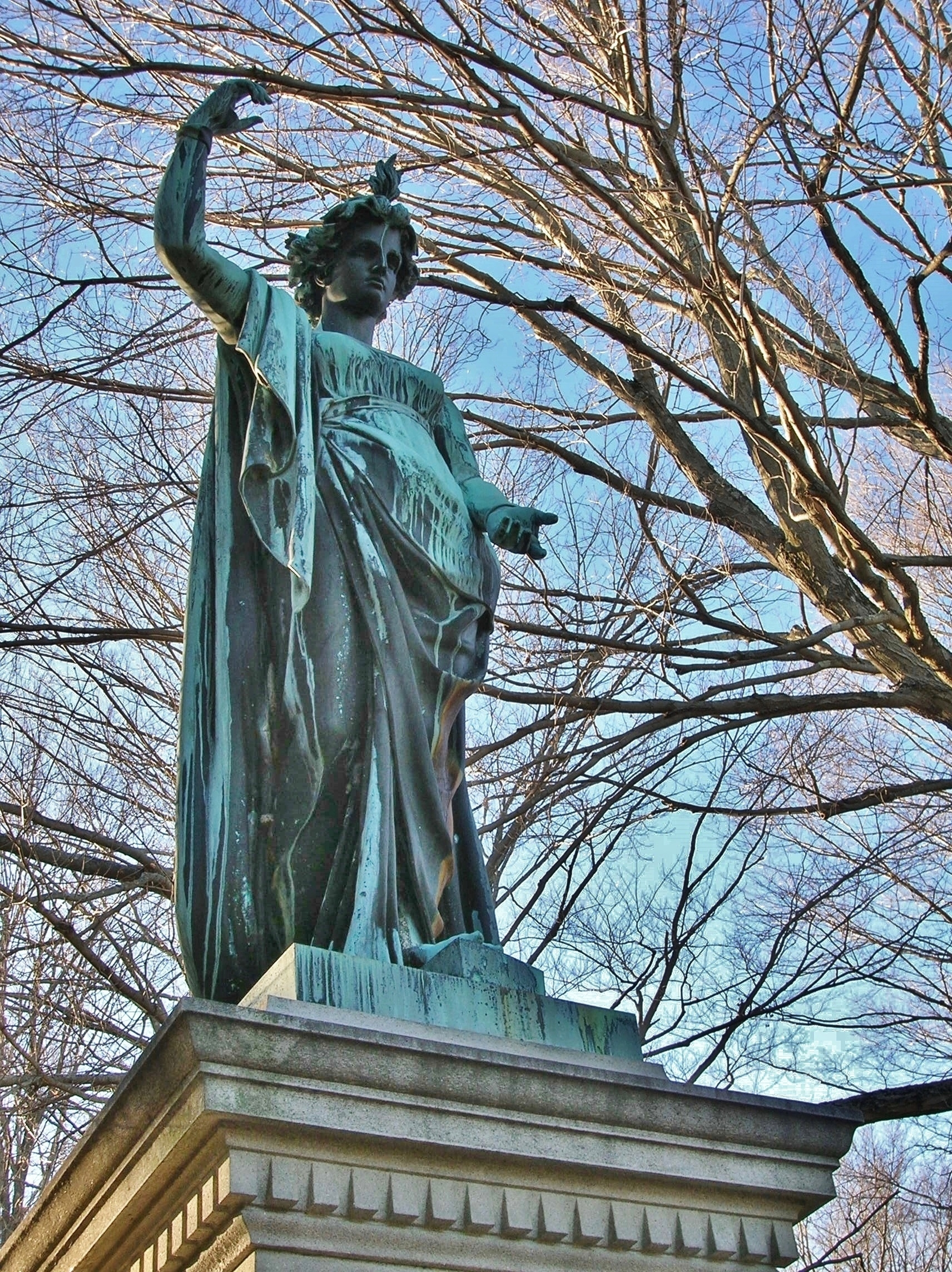
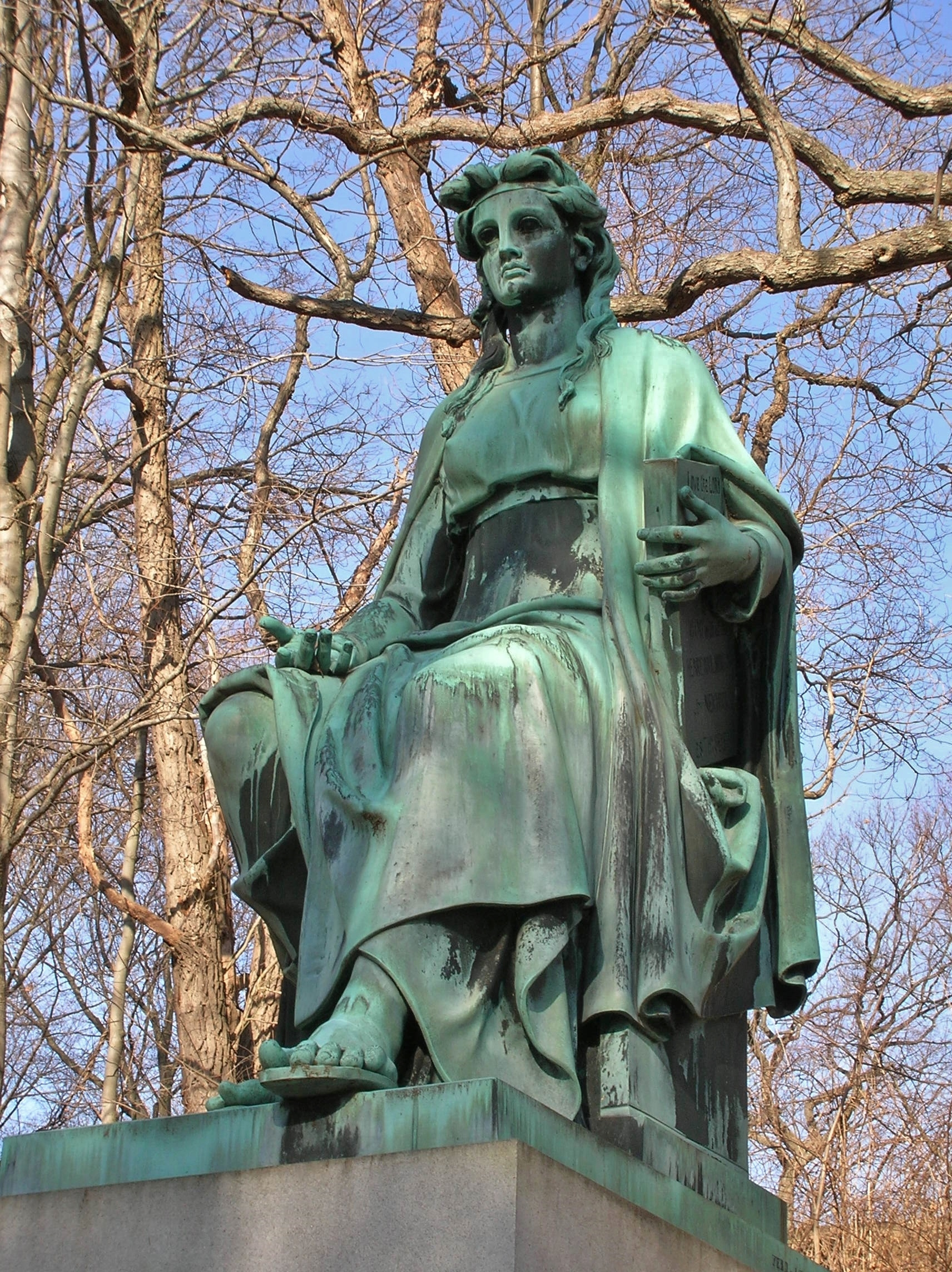